# Azmi Bishara
Azmi Bishara (en árabe: عزمي بشارة), (hebreo: עזמי בשארה), nació el 22 de julio de 1956), es un árabe - israelí cristiano de origen palestino, que fue miembro del Knesset (parlamento) de Israel representando al partido israelí Balad (Asamblea Nacional Democrática) desde 1996 hasta su renuncia en abril de 2007. Bishara es también el líder de dicho partido.
Su renuncia al Knesset tuvo lugar enmarcada en una serie de noticias sobre varios cargos criminales "serios" pero "sin especificar" que le fueran levantados contra su persona por los servicios de seguridad de Israel, que posteriormente se supo eran traición y espionaje. Con su renuncia, Bishara perdió su inmunidad parlamentaria y ha decidido vivir en un país extranjero, aunque recientemente ha manifestado su deseo de regresar a Israel.

## Biografía
Azmi Bishara nació el 22 de julio de 1956 en el seno de una familia árabe-cristiana de Nazaret, Israel. Estudió en la escuela bautista de Nazaret, participando en la creación del Comité Nacional de Alumnos Secundarios Árabes, el cual dirigió en 1974 como su presidente. En 1976 ayudó a formar el Comité por la Defensa de las Tierras Árabes y la primera Unión Nacional de Alumnos Árabes.
Durante la década de 1970 Bishara asistió la Universidad Hebrea de Jerusalén y fue presidente de la Unión de Alumnos Árabes, además de un miembro del grupo judío-árabe Campus. Durante ese período Bishara fue miembro del Partido Comunista Israelí y apoyó una línea ideológica basada en el marxismo internacionalista, que abandonó más tarde por la ideología del nacionalismo árabe.
En 1986 al obtener su Ph.D en filosofía en la Universidad Humboldt de Berlín, se incorpora como docente a la Universidad de Birzeit, y desde 1994 hasta 1996 es jefe del Departamento de Filosofía y Estudios Culturales. También se ha desempeñado como investigador principal en el Van Leer Institute en Jerusalem.

## Escritos

### Artículos en idioma inglés (lista parcial)
- Universal instincts; The West, served by Arab "moderates", is attempting to take the Arab world back to the Stone Age, 5 October 2006, Al-Ahram Weekly, issue 815
- Ministry of strategic threats; Avigdor Lieberman's arrival in the Israeli cabinet is symptomatic of the degradation of the country's political system, 1 November 2006, Al-Ahram Weekly, issue 818
- Realities of death; The value of life has little to do with the value accorded to death and the latter, is determined as much by who did the killing as by the identity of the victim, 16 November 2006, Al-Ahram Weekly, issue 820
- A selective memory, 24 November 2006, Al-Ahram Weekly, issue 821
- Strong in spite of themselves; Now is the time for America's Arab allies to whisper advice to Washington, thanks to the resistance in Lebanon, Iraq and Palestine, 8 December 2006, Al-Ahram Weekly, issue 823
- On sectarian and ethnic sobriquets; However much you re-label the jar, the contents remain the same, 14 December 2006, Al-Ahram Weekly, issue 824
- Ways of denial; The Holocaust must be contextualised, and its lessons learned, 21 December 2006, Al-Ahram Weekly, issue 825
- End of the neocons; This year marked a major shift in American fortunes; one to which nationalist and leftist Arab political forces much respond in unity, 28 December 2006, Al-Ahram Weekly, issue 826
- Return to Arab survival; Over Iraq, Arab states lost their way, putting the survival of the Arab order subservient to external favour, and US-inspired coalitions, 18 de enero de 2007, Al-Ahram Weekly, issue 828
- Bigots and history; Neo-cons, orientalists and Zionists gathered recently in Israel to confirm their fantasies about history, people and politics, 1 February 2007, Al-Ahram Weekly
- In place of appeasement; It is not among the duties of resistance movements to court popularity from outside powers, 15 February 2007, Al-Ahram Weekly, issue 832
- Olmert: as expected; Israel is demanding the absurd, but the illusion is shattered if Arab states understand that the game of axis politics is not in their interest, 22 March 2007, Al-Ahram Weekly, issue 837
- Initiative versus principle; If Israel rejects the best Arab position, perhaps the Arabs should revert to maximal demands and ask Israel to propose a plan, 29 March 2007, Al-Ahram Weekly
- Back to square one; Tempted by the trappings of statehood, Palestinian leaders forgot they had yet to build a state, 5 April 2007, Al-Ahram Weekly, issue 839
- Shattered illusions, 19 April 2007, Al-Ahram Weekly, issue 841
- Why Israel is after me, 3 May 2007, Electronic Intifada
- A restructured PLO; Without an organisation capable of representing all Palestinians, both in the occupied territories and the diaspora, the future can comprise little beyond internecine conflict, 21 June 2007, Al-Ahram Weekly, issue 850
- Empty-hearted secularism; False oppositions and machinations are rife in the Arab world, where secularism has become a corrupted political fashion, 2 August 2007, Al-Ahram Weekly, issue 856
- The one clear solution; A workable and just solution in Palestine is predicated on one principle, tested in South Africa: side with racism or be against, 16 August 2007, Al-Ahram Weekly, issue 858
- Israeli games again, 30 August 2007, Al-Ahram Weekly, issue 860
- Ignorant thieves, 6 September 2007, Al-Ahram Weekly, issue 861
- Headlong to more of the same, 18 October 2007, Al-Ahram Weekly, issue 867
- US war insanity, 08 November 2007, Al-Ahram Weekly, issue 870
- Madrid redux; Bush's peace meeting is nothing but an empty orgy of rhetoric, 29 November 2007, Al-Ahram Weekly, issue 873

### Alemán
- Die Jerusalem Frage : Israelis und Palaestinenser im Gespraech. Teddy Kollek, Hanan Ashrawi, Amos Oz, Faisal Husseini, Ehud Olmert, Albert Aghazarian, Shulamit Aloni, Nazmi al-Jubeh, Meron Benvenisti, Ikrima Sabri, Michel Sabbah/Uri Avnery, Azmi Bishara (Hg.) (Translated from the Arabic, English or Hebrew by various translators), Heidelberg : Palmyra, c1996[9]
- --alles ändert sich die ganze Zeit:soziale Bewegung (en) im "Nahen Osten"/Jörg Später (Hrsg.), mit Beiträgen von Azmi Bishara et al., Freiburg (Breisgau) : Informationszentrum Dritte Welt, 1994[10]